# Operador del momento angular
En mecánica cuántica, el operador de momento angular es uno de varios operadores relacionados análogos al momento angular clásico. El operador de momento angular juega un papel central en la teoría de la física atómica y molecular y en otros problemas cuánticos que implican simetría rotacional.  Dicho operador se aplica a una representación matemática del estado físico de un sistema y arroja un valor de momento angular si el estado tiene un valor definido para él. Tanto en los sistemas mecánicos clásicos como en los cuánticos, el momento angular (junto con el momento lineal y la energía) es una de las tres propiedades fundamentales del movimiento.

## Propiedades del Momento Angular en Mecánica Cuántica

### Introducción
En mecánica cuántica, el momento angular es una propiedad fundamental de las partículas cuánticas, descrita por los operadores \(\hat{L}_x\), \(\hat{L}_y\), \(\hat{L}_z\) y el operador total \(\hat{L}^2\). Estos operadores están definidos en términos de las coordenadas espaciales y sus momentos conjugados, y satisfacen ciertas relaciones de conmutación que son esenciales para comprender los estados cuánticos asociados al momento angular.

### Relaciones Fundamentales
Los operadores del momento angular obedecen las siguientes relaciones de conmutación:
{\displaystyle [{\hat {L}}_{i},{\hat {L}}_{j}]=i\hbar \epsilon _{ijk}{\hat {L}}_{k},}
{\displaystyle [{\hat {L}}^{2},{\hat {L}}_{i}]=0,}
donde {\displaystyle \epsilon _{ijk}} es el símbolo de Levi-Civita, y \(i, j, k\) corresponden a \(x, y, z\).
Además, el operador {\displaystyle {\hat {L}}^{2}} se puede escribir como:
{\displaystyle {\hat {L}}^{2}={\hat {L}}_{x}^{2}+{\hat {L}}_{y}^{2}+{\hat {L}}_{z}^{2}.}
Los valores propios de {\displaystyle {\hat {L}}^{2}} y {\displaystyle {\hat {L}}_{z}} son:
{\displaystyle {\hat {L}}^{2}|\ell ,m\rangle =\hbar ^{2}\ell (\ell +1)|\ell ,m\rangle ,}
{\displaystyle {\hat {L}}_{z}|\ell ,m\rangle =\hbar m|\ell ,m\rangle ,}
donde \(\ell\) es el número cuántico asociado al momento angular total y \(m\) es el número cuántico magnético.

### Cálculos de Valores Esperados
Para un eigenestado {\displaystyle |\ell ,m\rangle } de {\displaystyle {\hat {L}}^{2}} y {\displaystyle {\hat {L}}_{z}}, se pueden calcular los valores esperados de varios operadores relacionados:

#### 1. Valor esperado deL^x{\displaystyle {\hat {L}}_{x}}
Dado que el operador {\displaystyle {\hat {L}}_{x}} no conmuta con {\displaystyle {\hat {L}}_{z}}, y debido a la simetría de los estados eigen de {\displaystyle {\hat {L}}_{z}}, se cumple que:
{\displaystyle \langle {\hat {L}}_{x}\rangle =0.}

#### 2. Valor esperado deL^x2+L^y2{\displaystyle {\hat {L}}_{x}^{2}+{\hat {L}}_{y}^{2}}
A partir de la relación {\displaystyle {\hat {L}}^{2}={\hat {L}}_{x}^{2}+{\hat {L}}_{y}^{2}+{\hat {L}}_{z}^{2}}, se obtiene:
{\displaystyle \langle {\hat {L}}_{x}^{2}+{\hat {L}}_{y}^{2}\rangle =\langle {\hat {L}}^{2}\rangle -\langle {\hat {L}}_{z}^{2}\rangle .}
Sustituyendo los valores propios:
{\displaystyle \langle {\hat {L}}_{x}^{2}+{\hat {L}}_{y}^{2}\rangle =\hbar ^{2}\ell (\ell +1)-\hbar ^{2}m^{2}.}

### Importancia Física
Estas propiedades tienen aplicaciones en múltiples áreas de la física, como la estructura de los átomos, moléculas y sistemas cuánticos más complejos. Los valores esperados de los operadores del momento angular son esenciales para calcular propiedades observables en sistemas cuánticos con simetrías rotacionales.

Hay varios operadores de momento angular: momento angular total (usualmente denotado J), momento angular orbital (usualmente denotado L), y momento angular de espín (espín para abreviar, usualmente denotado S). El término operador de momento angular puede (confusamente) referirse al momento angular total o al orbital. El momento angular total está siempre conservado por el Teorema de Noether

## Descripción general

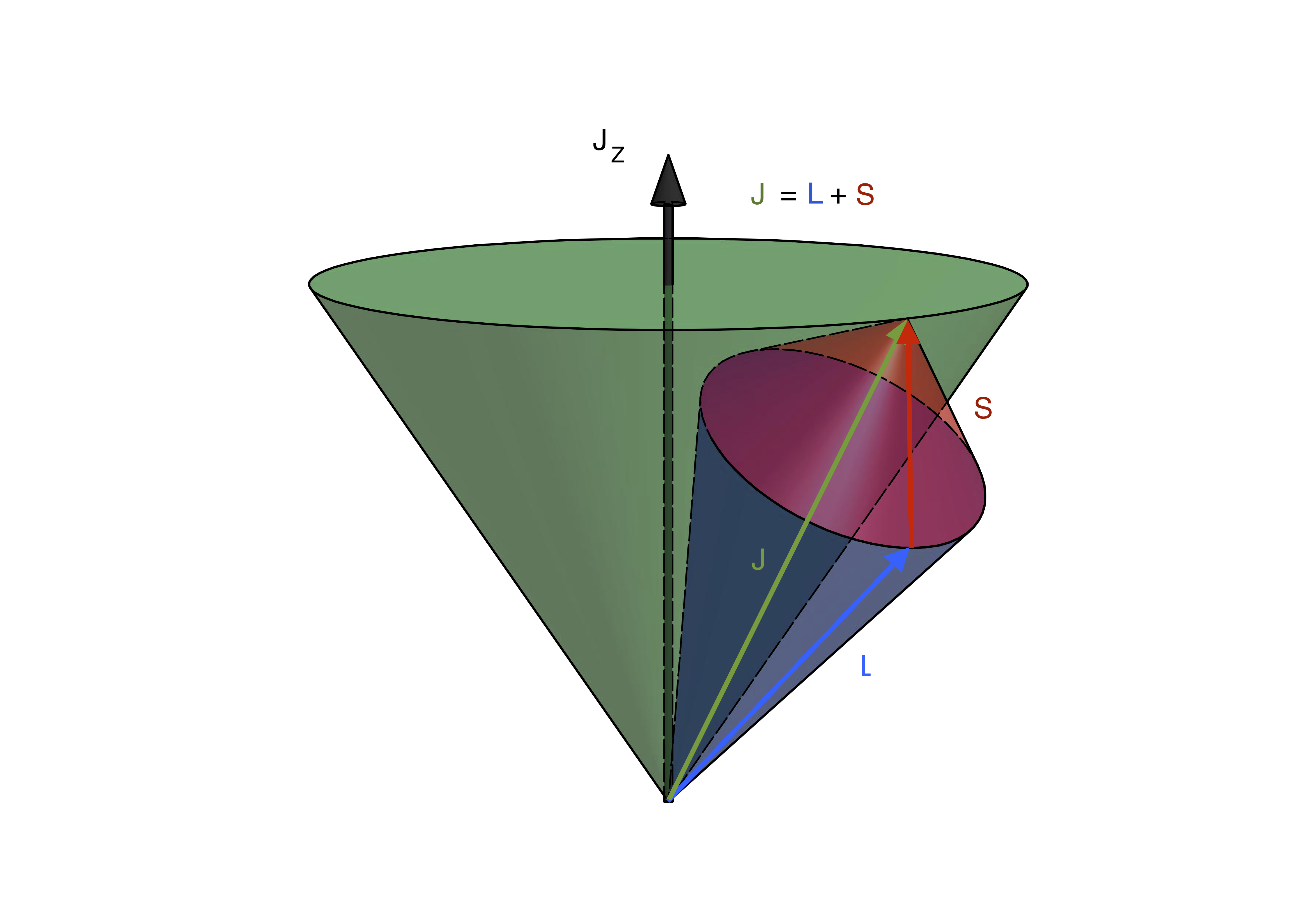
"Conos vectoriales" de momento angular total J (verde), orbital L (azul), y espín S (rojo). Los conos surgen debido a la incertidumbre cuántica entre la medición de los componentes del momento angular (véase más abajo).

En mecánica cuántica, el momento angular puede referirse a una de tres cosas diferentes, pero relacionadas.

### Momento angular orbital
La definición clásica de momento angular es {\displaystyle \mathbf {L} =\mathbf {r} \times \mathbf {p} }. Las contrapartes cuántico-mecánicas de estos objetos comparten la misma relación:
{\displaystyle \mathbf {L} =\mathbf {r} \times \mathbf {p} }
donde r es el operador de posición cuántico, p es el operador de momento cuántico, × es el producto cruzado, y L es el operador de momento angular orbital. L (al igual que p y r) es un operador vectorial (un vector cuyas componentes son operadores), es decir:
{\displaystyle \mathbf {L} =\left(L_{x},L_{y},L_{z}\right)} donde Lx, Ly, Lz son tres operadores cuántico-mecánicos diferentes.
En el caso especial de una sola partícula sin carga eléctrica y sin espín, el operador de momento angular orbital se puede escribir en la base de posición como:{\displaystyle \mathbf {L} =-i\hbar (\mathbf {r} \times \nabla )}
donde ∇ es el operador diferencial vectorial, nabla.

### Momento angular del spin
Hay otro tipo de momento angular, llamado momento angular de espín (más a menudo abreviado como espín), representado por el operador de espín {\displaystyle \mathbf {S} =\left(S_{x},S_{y},S_{z}\right)}. El espín se representa a menudo como una partícula que gira literalmente alrededor de un eje, pero esto es sólo una metáfora: el análogo clásico más cercano se basa en la circulación ondulatoria. Todas las partículas elementales tienen un espín característico (bosón escalars tienen espín cero). Por ejemplo, los electrones siempre tienen "espín 1/2" mientras que los fotones siempre tienen "espín 1" (detalles abajo).

### Momento angular total
Por último, existe número cuántico de momento angular total {\displaystyle \mathbf {J} =\left(J_{x},J_{y},J_{z}\right)}, que combina tanto el espín como el momento angular orbital de una partícula o sistema:
{\displaystyle \mathbf {J} =\mathbf {L} +\mathbf {S} .}
 La conservación del momento angular establece que J' para un sistema cerrado, o J para todo el universo, se conserva. Sin embargo, L y S generalmente no se conservan. Por ejemplo, la interacción espín-órbita permite que el momento angular se transfiera entre L y S, permaneciendo constante el total de J.